# António Abacco
António Abacco (Século XVI) foi um arquitecto e desenhista italiano que viveu na cidade de Roma durante a segunda metade do século XVI. Foi discípulo de António di San Gallo. 
Foi o gravador dos planos da Igreja de São Pedro de Roma. Escreveu um livro cujo título foi o seu próprio nome (António Abacco).